# Bitwa pod Waterloo (obraz Jana Pienemana)
Bitwa pod Waterloo (niderl. Veldslag bij Waterloo) – obraz olejny pędzla Jana Willema Pienemana z 1824, przedstawiający pole bitwy pod Waterloo z 18 czerwca 1815 i zwycięstwo koalicji antynapoleońskiej. Obecnie przechowywany w Rijksmuseum w Amsterdamie.

## Okoliczności powstania obrazu
W zwycięskiej bitwie w pobliżu wioski Waterloo nieopodal Brukseli, w 1815 uczestniczyły wojska niderlandzkie pod dowództwem następcy tronu księcia orańskiego Wilhelma. Kilka lat po zakończeniu wojen napoleońskich w Europie niderlandzki rząd postanowił uwiecznić triumf swego oręża i zlecił wykonanie dzieła przedstawiającego ten militarny sukces. Zlecenie przypadło w 1818 Janowi Willemowi Pienemanowi – artyście specjalizującemu się w malarstwie historycznym, który w owym czasie zajmował prestiżowe stanowisko wicedyrektora Królewskich Zbiorów Malarstwa. Dodatkowo, tuż przed otrzymaniem zlecenia na nowy obraz, ukończył wykonywany także na zamówienie władz obraz ukazujący holenderskie zwycięstwo w bitwie pod Quatre Bras, stoczonej dwa dni wcześniej przed bitwą pod Waterloo.
Praca nad obrazem zajęła artyście kilka lat. W latach 1819–1821 kilkakrotnie spotykał się z głównym dowódcą zwycięskiej armii, księciem Wellingtonem, w celu dokładnego oddania jego postaci oraz innych angielskich żołnierzy. Dzięki temu na płótnie możliwa jest identyfikacja 69 osób. Obraz ukończony został w 1824. Cieszył się zainteresowaniem publiczności, był wystawiany w Brukseli, Amsterdamie, Gandawie i Londynie. Dzięki temu Pieneman zbił na nim małą fortunę; oprócz wynagrodzenia w wysokości 40 tys. funtów, zarobił dodatkowe 50 tys. w tej walucie. Dzieło zostało zakupione przez króla Wilhelma I z przeznaczeniem dla jego syna i następcy tronu księcia Wilhelma i zawisło w jego brukselskim pałacu.

## Opis obrazu
Jan Willem Pieneman w załączonej broszurze informacyjnej wyjaśniał, że przedstawił scenę bitwy z godziny 19:30 w dniu 18 czerwca 1815. Był to decydujący moment w walkach, gdy z posiłkami przybył w porę pruski feldmarszałek von Blücher, co ostatecznie przesądziło o zwycięstwie. W centralnym miejscu obrazu na brązowym koniu znajduje się główny dowódca armii koalicji antynapoleońskiej – angielski książę Wellington. Na pierwszym planie po lewej stronie ukazany został dowodzący niderlandzkimi wojskami książę Wilhelm (późniejszy król Wilhelm II) – ranny w lewe ramię spoczywa na noszach. Nieco powyżej widać wiwatującego angielskiego podpułkownika Freemantle’a, obwieszczającego przybycie oddziałów pruskiej armii.
Obraz Pienemana nie odzwierciedla w pełni realiów historycznych. Część z przedstawionych na nim osób (w tym książę Wilhelm) nie była w tym momencie obecna na polu bitwy. Malarz zastosował reguły kanonu malarstwa historycznego: przedstawił moment przełomowy wraz z jego dwoma głównymi bohaterami. Pruski dowódca von Blücher oraz wycofujące się wojska francuskie, znajdujące się w pobliżu chaty na horyzoncie, są prawie niewidoczne. Głównym motywem jest triumf wojsk brytyjsko-niderlandzkich. Zwycięzcy zostali ukazani w sposób dostojny i skrupulatny. Natomiast prawie niewidoczne jest okropieństwo wojny i tysiące poległych w walce. Pole bitwy jest w większości przesłonięte unoszącym się dymem.